# BMW S 1000 XR
La BMW S 1000 XR è una motocicletta stradale prodotta dalla casa motociclistica tedesca BMW Motorrad a partire dal 2015. 

## Storia e contesto
La moto è stata presentata il 4 novembre 2014 alla fiera EICMA di Milano. Dopo le sportive completamente carenate BMW S 1000 RR e BMW HP4 e la roadster S 1000 R, la XR è la quarta motocicletta a montare il quattro cilindri in linea e, come tutti i modelli della La serie S, viene assemblata nello stabilimento BMW di Berlino. La produzione è partita il 1 aprile 2015, con le vendite che sono iniziate il 13 giugno 2015.
La seconda generazione della S 1000 XR è stata presentata nel 2019. Ha di base lo stesso motore di base della naked S 1000 R ed è la prima motocicletta ad avere un sistema di controllo elettronico della coppia erogata dal motore denominato Motor Slip Regulation (MSR). quest'ultimo impedisce il bloccaggio e il saltellamento della ruota posteriore che può verificarsi a causa del freno motore come ad esempio quando l'acceleratore viene rilasciato improvvisamente o quando si è in fase di scalata; a differenza della frizione anti saltellamento, l'MSR è in grado di rilevare situazioni di scarsa aderenza, come l'asfalto bagnato, in cui la ruota potrebbe comunque bloccarsi e saltellare, andando a ridurre il freno motore e quindi ottimizzando il uso utilizzo nelle fasi di decelerazione.

## Descrizione e tecnica
Il suo propulsore quattro cilindri in linea da 999 cm³ montato trasversalmente, con doppio albero a camme in testa
e alesaggio di 80 mm, corsa di 49,7 mm e un rapporto di compressione di 12,0:1, eroga una potenza di 160 CV a 11.000 giri/min e una coppia massima di 112 Nm a 9250 giri/min. Esso viene gestito da un cambio a sei rapporti ad innesti frontali. Il manubrio è tubolare in alluminio e implementa un contagiri di tipo analogico e un computer di bordo. L'iniezione di carburante sequenziale selettiva avviene con due iniettori per cilindro. Per migliorare la guidabilità sono stati introdotti nuovi condotti della testata cilindri e nuovi alberi a camme dal profilo rivisto. Come sistemi di sicurezza sono presenti il Race-Abs e l'ASC. 

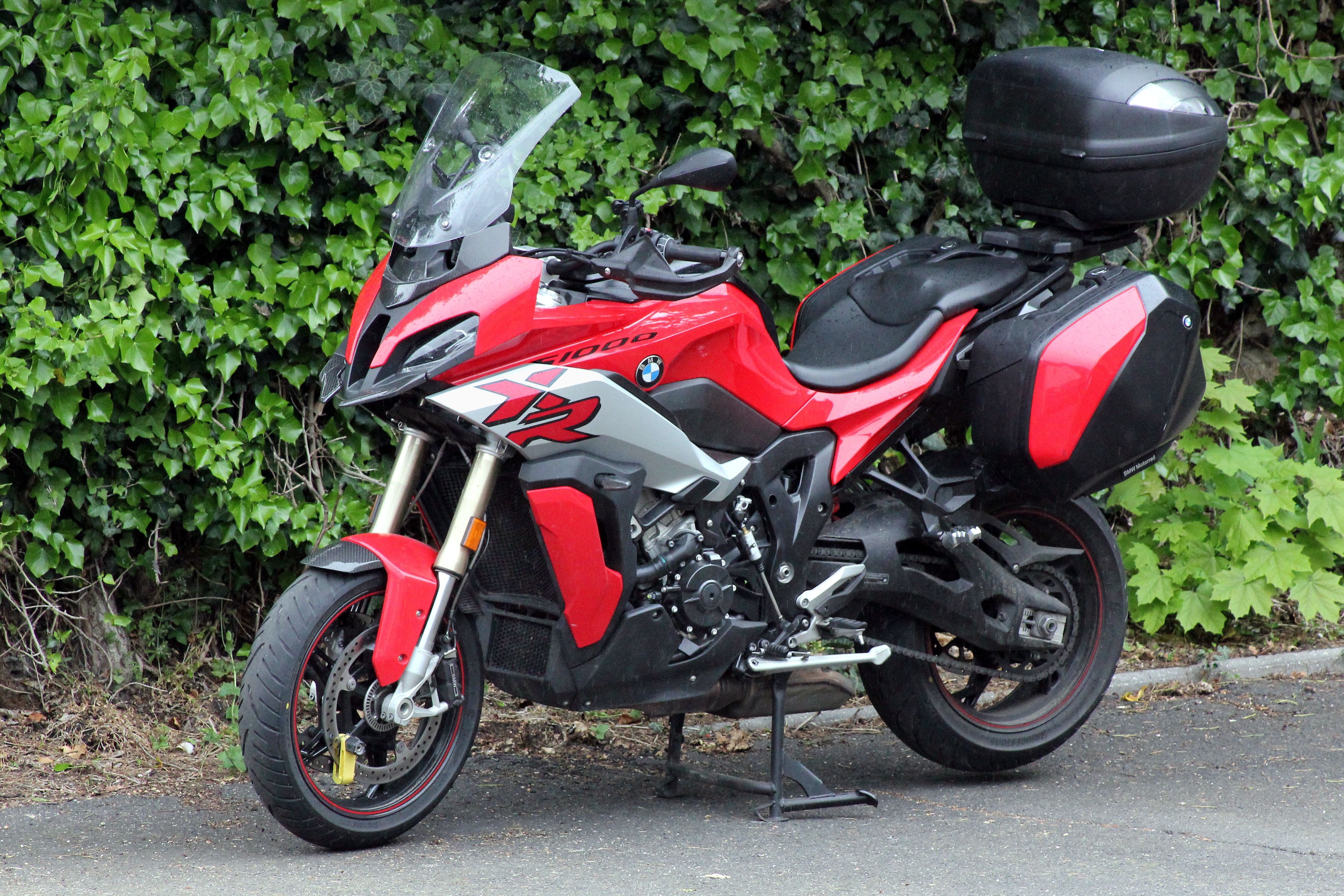
Seconda generazione

Il serbatoio del carburante contiene 20 litri, di cui 4 litri di riserva. 
La moto è costruita su di un telaio a trave in alluminio. Al posteriore c'è un forcellone realizzato in fusione di alluminio con un monobraccio. Rispetto alla S 1000 R, l'angolo di sterzo è stato modificato, mentre il forcellone della ruota posteriore e il passo sono stati allungati per modificare la struttura del telaio, andando a ottimizzare per l'agilità in favore di una migliore stabilità di guida. All'anteriore vi è una forcella telescopica a steli rovesciati con diametro dello stelo di 46 mm ed escursione di 150 mm.
Nel 2017 sono state apportate alcune piccole modifiche al motore, tra cui l'omologazione Euro 4 che ha porte anche un aumento di potenza fino ad arrivare a 165 CV (121 kW).
Nel 2019 è stata presentata la seconda generazione con il nome codice K69.